# Trianaea speciosa
Trianaea speciosa är en potatisväxtart som först beskrevs av Emmanuel Drake del Castillo, och fick sitt nu gällande namn av Soier. Trianaea speciosa ingår i släktet Trianaea och familjen potatisväxter. Inga underarter finns listade i Catalogue of Life.